# Cerchysiella neodypsisae
Cerchysiella neodypsisae är en stekelart som först beskrevs av Jean Risbec 1952.  Cerchysiella neodypsisae ingår i släktet Cerchysiella och familjen sköldlussteklar. Inga underarter finns listade i Catalogue of Life.